# Ернст-Георг Кедція
Ернст-Георг Кедція (Ernst-Georg Kedzia; 15 листопада 1914, Берлін — 15 червня 1994, Берлін) — німецький офіцер, майор вермахту. Кавалер Лицарського хреста Залізного хреста з дубовим листям.

## Біографія
1 листопада 1935 року вступив в 50-й піхотний полк. З серпня 1939 року — оберфельдфебель і командир взводу 531-го караульного батальйону. Учасник Польської і Французької кампаній. З липня 1940 року — ордонанс-офіцер штабу командувача 584-ї тилової області. З червня 1941 року брав участь у Німецько-радянській війні. З 26 серпня 1942 року — командир взводу 270-го піхотного полку, з 4 жовтня 1942 року — роти 272-го гренадерського полку 93-ї піхотної дивізії. З серпня 1944 року — командир 2-го батальйону свого полку. З лютого 1945 року — командир 98-го гренадерського полку, з яким взяв участь у боях на Одері. В лютому-березні 1945 року йому була доручена оборона Фюрстенбергу-на-Одері.

## Звання
- Лейтенант резерву (1 лютого 1940)
- Оберлейтенант резерву (1 березня 1942)
- Оберлейтенант (1 січня 1943)
- Гауптман (1 червня 1943)
- Майор (1 жовтня 1944)

## Нагороди
- Медаль «За вислугу років у Вермахті» 4-го класу (4 роки)
- Хрест Воєнних заслуг 2-го класу з мечами (7 лютого 1941)
- Нагрудний знак «За поранення»
  - в чорному (5 вересня 1942)
  - в сріблі (18 березня 1944)
  - в золоті (20 серпня 1944)
- Залізний хрест
  - 2-го класу (2 грудня 1942)
  - 1-го класу (26 грудня 1942)
- Штурмовий піхотний знак в сріблі
- Медаль «За зимову кампанію на Сході 1941/42» (1 серпня 1942)
- Нагрудний знак «За участь у загальних штурмових атаках» 1-го ступеня (24 серпня 1943)
- Німецький хрест в золоті (14 березня 1944)
- Почесна застібка на орденську стрічку для Сухопутних військ (25 вересня 1944)
- Лицарський хрест Залізного хреста з дубовим листям
  - лицарський хрест (26 листопада 1944)
  - дубове листя (№ 794; 23 березня 1945)
- Нагрудний знак ближнього бою в золоті